# ملاقات لاکشمی (فیلم ۱۹۴۸)
ملاقات لاکشمی  (به انگلیسی: Lakshmi Vijayam)یک فیلم به زبان تامیلی محصول کشور هند به کارگردانی بومان ایرانی است.